# Los Angeles Subdivision
Los Angeles Subdivision és una concentració de població designada pel cens dels Estats Units a l'estat de Texas. Segons el cens del 2000 tenia 86 habitants.

## Demografia
Segons el cens del 2000, Los Angeles Subdivision tenia 86 habitants, 23 habitatges, i 20 famílies. La densitat de població era de 195,3 habitants/km².
Dels 23 habitatges en un 65,2% hi vivien nens de menys de 18 anys, en un 52,2% hi vivien parelles casades, en un 26,1% dones solteres, i en un 8,7% no eren unitats familiars. En el 8,7% dels habitatges hi vivien persones soles el 4,3% de les quals corresponia a persones de 65 anys o més que vivien soles. El nombre mitjà de persones vivint en cada habitatge era de 3,74 i el nombre mitjà de persones que vivien en cada família era de 3,95.
Per edats la població es repartia de la següent manera: un 44,2% tenia menys de 18 anys, un 16,3% entre 18 i 24, un 27,9% entre 25 i 44, un 7% de 45 a 60 i un 4,7% 65 anys o més.
L'edat mediana era de 22 anys. Per cada 100 dones de 18 o més anys hi havia 108,7 homes.
La renda mediana per habitatge era de 4.500 $ i la renda mediana per família de 3.250 $. Els homes tenien una renda mediana de 8.750 $ mentre que les dones 0 $. La renda per capita de la població era de 2.701 $. Aproximadament el 100% de les famílies i el 100% de la població estaven per davall del llindar de pobresa.

## Poblacions més properes
El següent diagrama mostra les poblacions més properes.